# Mali op de Olympische Zomerspelen 2020
Mali nam deel aan de Olympische Zomerspelen 2020 in Tokio, Japan. Er deden vier sporters mee in drie verschillende disciplines. Van de vier deelnemers kwam niemand verder dan de eerste ronde. Seydou Fofana, die uitkomt in het taekwondo, was de vlaggendrager bij de openingsceremonie.

## Atleten
Hieronder volgt een overzicht van de atleten die hebben deelgenomen aan de Olympische Zomerspelen 2020.
| sport     | vrouwen | mannen | totaal |
| --------- | ------- | ------ | ------ |
| Atletiek  | 1       | 1      | 2      |
| Taekwondo | 0       | 1      | 1      |
| Zwemmen   | 0       | 1      | 1      |
| totaal    | 1       | 3      | 4      |

## Sporten

### Atletiek
Mannen
Loopnummers
| atleet       | onderdeel | series | series | kwartfinale | kwartfinale | halve finale   | halve finale   | finale         | finale         |
| atleet       | onderdeel | tijd   | rang   | tijd        | rang        | tijd           | rang           | tijd           | rang           |
| ------------ | --------- | ------ | ------ | ----------- | ----------- | -------------- | -------------- | -------------- | -------------- |
| Fodé Sissoko | 200 m     | 21,00  | 5      | n.v.t.      | n.v.t.      | niet geplaatst | niet geplaatst | niet geplaatst | niet geplaatst |

Vrouwen
Loopnummers
| atleet         | onderdeel | series | series | kwartfinale    | kwartfinale    | halve finale   | halve finale   | finale         | finale         |
| atleet         | onderdeel | tijd   | rang   | tijd           | rang           | tijd           | rang           | tijd           | rang           |
| -------------- | --------- | ------ | ------ | -------------- | -------------- | -------------- | -------------- | -------------- | -------------- |
| Djenebou Dante | 100 m     | 12,12  | 4      | niet geplaatst | niet geplaatst | niet geplaatst | niet geplaatst | niet geplaatst | niet geplaatst |

### Taekwondo
Mannen
| atleet        | onderdeel | eerste ronde         | kwartfinale          | halve finale         | herkansing           | finale / BM          | finale / BM    |
| atleet        | onderdeel | tegenstander uitslag | tegenstander uitslag | tegenstander uitslag | tegenstander uitslag | tegenstander uitslag | rang           |
| ------------- | --------- | -------------------- | -------------------- | -------------------- | -------------------- | -------------------- | -------------- |
| Seydou Fofana | -68 kg    | Rashitov L 17-38     | niet geplaatst       | niet geplaatst       | Lee D-h L 9-11       | niet geplaatst       | niet geplaatst |

### Zwemmen
Mannen
| atleet          | onderdeel            | series  | series | halve finale   | halve finale   | finale         | finale         |
| atleet          | onderdeel            | tijd    | rang   | tijd           | rang           | tijd           | rang           |
| --------------- | -------------------- | ------- | ------ | -------------- | -------------- | -------------- | -------------- |
| Sebastien Kouma | 100 meter schoolslag | 1.02,84 | 44     | niet geplaatst | niet geplaatst | niet geplaatst | niet geplaatst |